# Левангер
Левангер (на норвежки: Levanger) е град и община в централната част на Норвегия. Разположен е на източния бряг на фиорда Тронхаймсфьор на Норвежко море във фюлке Нор Трьонелаг. Градът е основан от шведския крал Карл III на 18 май 1836 г. Получава статут на община на 1 януари 1838 г. Намира се на около 425 km на север от столицата Осло. Има малко пристанище и жп гара. Ползва летището на съседния голям град Тронхайм. Норвежката хартиена компания Ношке Ског има завод в Левангер. Население 18 355 жители според данни от преброяването през 2008 г.